# Ollarianus stricta
Ollarianus stricta är en insektsart som beskrevs av Ball 1900. Ollarianus stricta ingår i släktet Ollarianus och familjen dvärgstritar. Inga underarter finns listade i Catalogue of Life.